# Чемпионат мира по волейболу среди женских клубных команд 2010
4-й чемпионат мира по волейболу среди женских клубных команд прошёл с 15 по 21 декабря 2010 года в Дохе (Катар) с участием 6 команд. Чемпионский титул выиграл «Фенербахче» (Стамбул, Турция).  

## Команды-участницы
«Фоппапедретти» (Бергамо, Италия) — победитель Лиги чемпионов ЕКВ 2010;
«Федербрау» (Бангкок, Таиланд) — победитель чемпионата Азии среди клубных команд 2010;
«Соллис Озаску» (Озаску, Бразилия) — победитель чемпионата Южной Америки среди клубных команд 2010;
«Кения Признс» (Найроби, Кения) — победитель Кубка африканских чемпионов 2010;
«Мирадор» (Санто-Доминго, Доминиканская Республика) — представитель NORCECA;
«Фенербахче» (Стамбул, Турция) — по приглашению организаторов (2-й призёр Лиги чемпионов ЕКВ 2010).

## Система проведения чемпионата
6 команд-участниц на предварительном этапе были разбиты на две группы. 4 команды (по две лучшие из групп) вышли в плей-офф и по системе с выбыванием определили призёров чемпионата.

## Предварительный этап

### Группа A
| М | Команда                  | 1   | 2   | 3   | И | В | П | С/П | О |
| - | ------------------------ | --- | --- | --- | - | - | - | --- | - |
| 1 | «Фенербахче» (Стамбул)   |     | 3:0 | 3:0 | 2 | 2 | 0 | 6:0 | 4 |
| 2 | «Соллис Озаску» (Озаску) | 0:3 |     | 3:0 | 2 | 1 | 1 | 3:3 | 3 |
| 3 | «Федербрау» (Бангкок)    | 0:3 | 0:3 |     | 2 | 0 | 2 | 0:6 | 2 |

15 декабря: «Соллис Озаску» — «Федербрау» 3:0 (25:15, 26:24, 30:28).
16 декабря: «Фенербахче» — «Соллис Озаску» 3:0 (25:17, 25:23, 25:16).
19 декабря: «Фенербахче» — «Федербрау» 3:0 (25:20, 25:18, 25:23).

### Группа В
| М | Команда                   | 1   | 2   | 3   | И | В | П | С/П | О |
| - | ------------------------- | --- | --- | --- | - | - | - | --- | - |
| 1 | «Фоппапедретти» (Бергамо) |     | 3:0 | 3:0 | 2 | 2 | 0 | 6:0 | 4 |
| 2 | «Мирадор» (Санто-Доминго) | 0:3 |     | 3:0 | 2 | 1 | 1 | 3:3 | 3 |
| 3 | «Кения Признс» (Найроби)  | 0:3 | 0:3 |     | 2 | 0 | 2 | 0:6 | 2 |

15 декабря: «Мирадор» — «Кения Признс» 3:0 (25:20, 25:11, 25:17).
16 декабря: «Фоппапедретти» — «Мирадор» 3:0 (27:25, 25:12, 25:22).
19 декабря: «Фоппапедретти» — «Кения Признс» 3:0 (25:13, 25:10, 25:22).

## Плей-офф

### Полуфинал
20 декабря
«Фенербахче» — «Мирадор» 3:0 (25:21, 25:18, 25:18)
«Соллис Озаску» — «Фоппапедретти» 3:0 (25:22, 25:20, 25:21)

### Матч за 3-е место
21 декабря
«Фоппапедретти» — «Мирадор» 3:1 (25:8, 23:25, 25:8, 25:15)

### Финал
21 декабря
«Фенербахче» — «Соллис Озаску» 3:0 (25:23, 25:22, 25:17)

## Итоги

### Положение команд
| «Фенербахче» (Стамбул)        |
| «Соллис Озаску» (Озаску)      |
| «Фоппапедретти» (Бергамо)     |
| 4. «Мирадор» (Санто-Доминго)  |
| 5—6. «Федербрау» (Бангкок)    |
| 5—6. «Кения Признс» (Найроби) |

### Призёры
«Фенербахче» (Стамбул): Катажина Сковроньска, Нихан Йелдан, Сонгюль Дикмен, Любовь Соколова, Эргюль Авджи, Фофао (Элиа Рожерио ди Соуза), Седа Токатиоглу, Кристиане Фюрст, Чигдем Расна, Наташа Осмокрович, Эда Эрдем, Наз Айдемир. Главный тренер — Жозе Роберто Гимарайнс.
  «Соллис Озаску» (Озаску): Каролина Албукерке, Самара Алмейда, Аденизия Силва, Таиса Дахер ди Менезис, Таис Барбоза, Жаклин Перейра ди Карвальо, Жулиана Гомес, Велисса Гонзага, Наталия Перейра, Эднея Лима, Ана Тиеми Такагуи, Камила Брайт. Главный тренер — Луижомар Моура.
  «Фоппапедретти» (Бергамо): Серена Ортолани, Юлиана Роксана Нуцу, Ноэми Синьориле, Катерина Фанцини, Сара Каррара, Энрика Мерло, Лучия Бозетти, Франческа Пиччинини, Валентина Арригетти, Элица Василева, Андреа Сангалли, Марина Дзамбелли. Главный тренер — Давиде Маццанти.

### Индивидуальные призы
MVP: Катажина Сковроньска («Фенербахче»)
Лучшая нападающая: Таиса («Соллис Озаску»)
Лучшая блокирующая: Аннерис Варгас («Мирадор»)
Лучшая на подаче: Эда Эрдем («Фенербахче»)
Лучшая связующая: Каролина Албукерке («Соллис Озаску»)
Лучшая либеро: Бренда Кастильо («Мирадор»)
Самая результативная: Катажина Сковроньска («Фенербахче»)